# Campionato panpacifico di hockey su slittino 2016
Il I Campionato panpacifico di hockey su slittino (1st Ice Sledge Hockey Pan Pacific Championships) si è svolto a Buffalo, USA, tra il 29 marzo e il 2 aprile 2016.

## Partecipanti
Quattro le formazioni iscritte: Stati Uniti, Canada, Corea del Sud e il Team Pan Pacific, una squadra composta da giocatori giapponesi coadiuvati da giocatori provenienti dalle altre tre nazioni iscritte.

## Formula
Le quattro squadre si sono affrontate in un girone all'italiana di sola andata, seguito dalla finale per il bronzo tra le squadre terminate al terzo e quarto posto e dalla finale per l'oro tra le prime due.

## Girone
| Buffalo 29 marzo 2016, ore 15.00 EDT | Canada | 4 – 1 (2:0; 1:1; 1:0) referto | Corea del Sud | Harborcenter |

| Buffalo 29 marzo 2016, ore 19.00 EDT | Stati Uniti | 8 – 0 (1:0; 4:0; 3:0) referto | Team Pan Pacific | Harborcenter |

| Buffalo 30 marzo 2016, ore 15.00 EDT | Corea del Sud | 4 – 1 (2:1; 1:0; 1:0) referto | Team Pan Pacific | Harborcenter |

| Buffalo 30 marzo 2016, ore 19.00 EDT | Stati Uniti | 1 – 2 (1:1; 0:0; 0:1) referto | Canada | Harborcenter |

| Buffalo 1º aprile 2016, ore 15.00 EDT | Canada | 3 – 0 (2:0; 0:0; 1:0) referto | Team Pan Pacific | Harborcenter |

| Buffalo 1º aprile 2016, ore 19.00 EDT | Stati Uniti | 8 – 0 (1:0; 6:0; 1:0) referto | Corea del Sud | Harborcenter |

### Classifica
| Squadra          | P.ti | G | V | VOT | SOT | S | RF | RS | DR  |
| ---------------- | ---- | - | - | --- | --- | - | -- | -- | --- |
| Canada           | 9    | 3 | 3 | 0   | 0   | 0 | 9  | 2  | +7  |
| Stati Uniti      | 6    | 3 | 2 | 0   | 0   | 1 | 17 | 2  | +15 |
| Corea del Sud    | 3    | 3 | 1 | 0   | 0   | 2 | 5  | 13 | -8  |
| Team Pan Pacific | 0    | 3 | 0 | 0   | 0   | 3 | 1  | 15 | -14 |

## Finali

### Finale 3º/4º posto
| Buffalo 2 aprile 2016, ore 13.00 EDT | Corea del Sud | 3 – 2 (2:0; 1:0; 0:2) referto | Team Pan Pacific | Harborcenter |

### Finale
| Buffalo 2 aprile 2016, ore 17.00 EDT | Stati Uniti | 4 – 1 (0:0; 3:0; 1:1) referto | Canada | Harborcenter |

## Campione Panpacifico
| Campione Panpacifico 2016 |
| ------------------------- |
| USA (Primo titolo)        |

## Classifica finale
| Pos.    | Squadra          |
| ------- | ---------------- |
| Oro     | Stati Uniti      |
| Argento | Canada           |
| Bronzo  | Corea del Sud    |
| 4       | Team Pan Pacific |